# Pont flottant de Séville
Pour les articles homonymes, voir Pont flottant.
Le pont flottant de Séville (Andalousie, Espagne) est un ancien pont, actuellement disparu, qui permettait de traverser le Guadalquivir au nord de la ville.

## Présentation
Construit en 1171 par le calife Abu Yaqub Yusuf, il se situait approximativement à l'emplacement de l'actuel pont Isabelle II, entre le centre historique et le quartier de Triana. Sa construction dura 36 jours. À chaque extrémité furent installés des quais flottants disposés sur des bouées en peau de chèvres, gonflées d'air,,.
Il était originellement composé de 13 barques de 31 coudées de long (environ 14 m) attachées entre elles et ancrées au fond du fleuve. Elles servaient d'appui à des planches de chêne d'une largeur de 50 paumes (environ 3,75 m). Le pont permettait le passage des piétons, des chevaux, des mules et des troupeaux.
Au cours du temps, il connut de nombreuses modifications en raison du trafic croissant et, endommagé voire détruit par les crues régulières du fleuve, il fut reconstruit à plusieurs occasions.
Sur la rive droite du fleuve, le pont fut fixé au château de San Jorge par le maestro Benvenuto Tortello en 1571. Il fut de plus arrimé à la rive gauche à proximité de la porte de Triana. Lors de la construction en 1852 du pont Isabelle II, il fut déplacé plus en aval, en face des arènes ; il fut malgré tout démonté quelques années plus tard, après avoir existé pendant plus de 600 ans.

## La prise de Séville par Ferdinand III: la légende de la chaîne de la Tour de l'Or
Selon la légende, le centre vital du port de Séville était délimité au XIIe siècle par un système de madriers et de chaînes qui, arrimées à la Tour de l'Or sur la rive gauche, passaient sous l'eau jusqu'à une autre tour située à Triana, sur la rive droite. Les chaînes pouvaient être hissées par un treuil et ainsi fermer la zone. Lors de la reconquête de la péninsule Ibérique par les souverains chrétiens en 1248, la chaîne aurait été brisée par l'équipage du navire du capitaine Ramón de Bonifaz, ce qui permit à Ferdinand III de Castille de pénétrer dans le port, privant ainsi les Almohades de leur principal moyen d'approvisionnement. Pourtant, dans les chroniques écrites par Alphonse X de Castille, qui décrivent avec précision la prise de Séville, une seule chaîne est mentionnée : celle qui fixait le pont flottant, situé plus au nord et il semblerait que ce soit cette dernière qui fut arrachée par le navire du capitaine de Bonifaz, venant d'amont, chargé de pierres et de terre pour en augmenter le poids, et donc la puissance. Le pont ainsi détruit priva les Almohades de leur principale voie de ravitaillement, ce qui mena à leur perte,,.

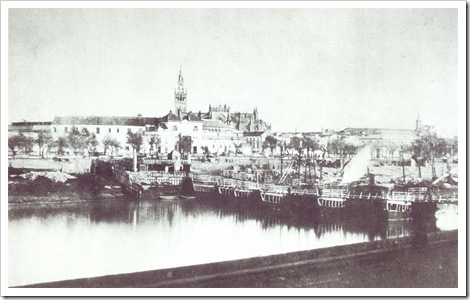
Vue du pont flottant de Séville en 1851, à l'emplacement où il a été déplacé lors de la construction du pont Isabelle II.